# Res derelictae
Res derelictae es una expresión latina usada para referirse las cosas abandonadas al primer ocupante, esto es, aquellas que han sido dejadas por su propietario quien, desprendiéndose de ellas ha renunciado además al dominio, de manera tal que cualquier otra persona puede adquirirlas por ocupación.
No hay que confundir una res derelictae con una cosa perdida. En este caso, existe un dueño, que ha extraviado el bien mueble, y no cabe la ocupación, pues el propietario conserva el dominio aunque haya perdido la cosa y el que encuentra la cosa adquiere la posesión y podría adquirir por prescripción el dominio.
Cabe distinguir a las res derelictae de las res nullius. Mientras las primeras han tenido un dueño que las abandonó, las segundas nunca han sido objeto de apropiación. Sin embargo, el tratamiento jurídico de ambas es muy similar, puesto que ambas pueden ser apropiadas sin más requisito que la voluntad y la posesión.